# Oostersluis

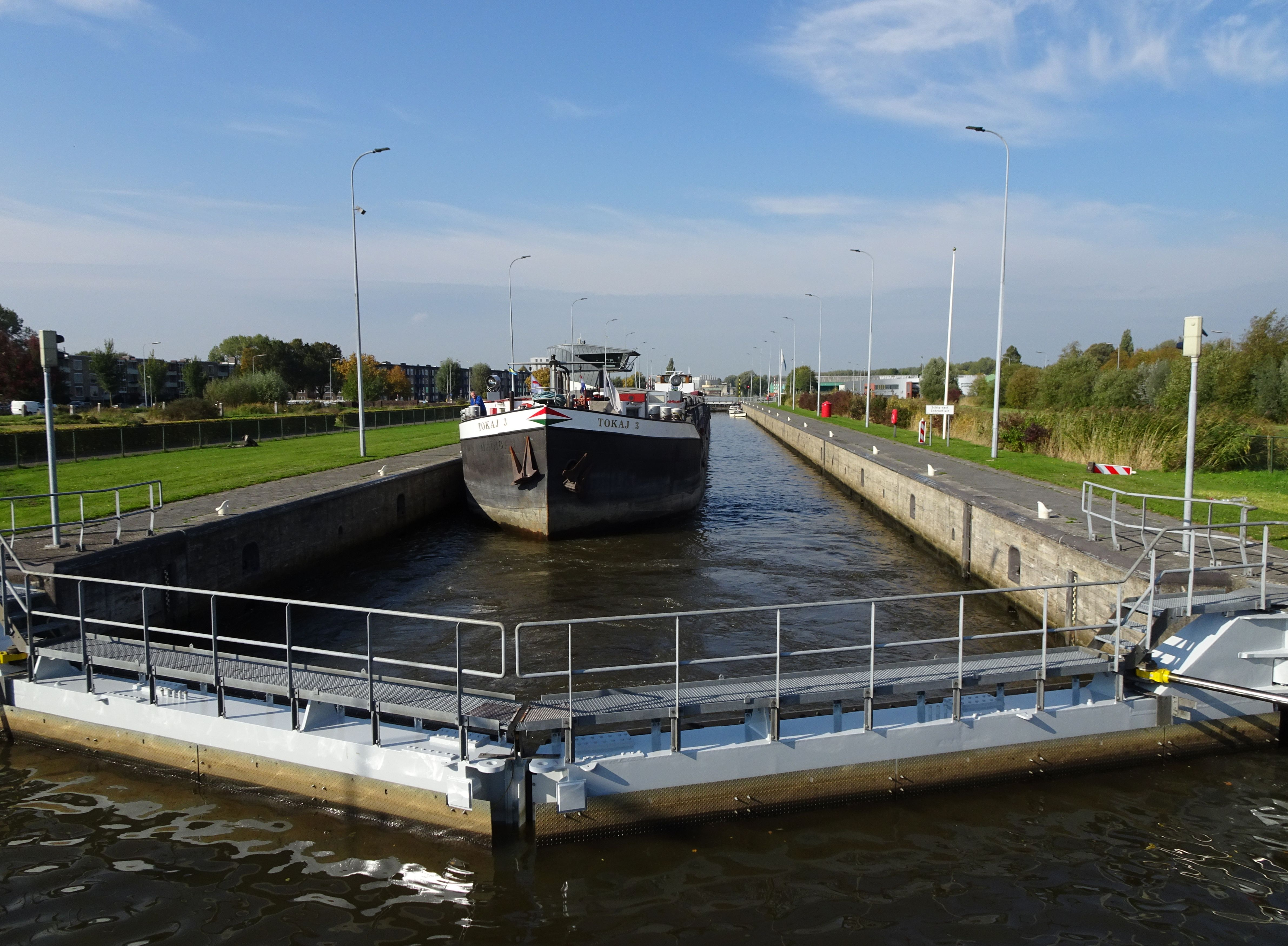
Frachtschiff am Südtor

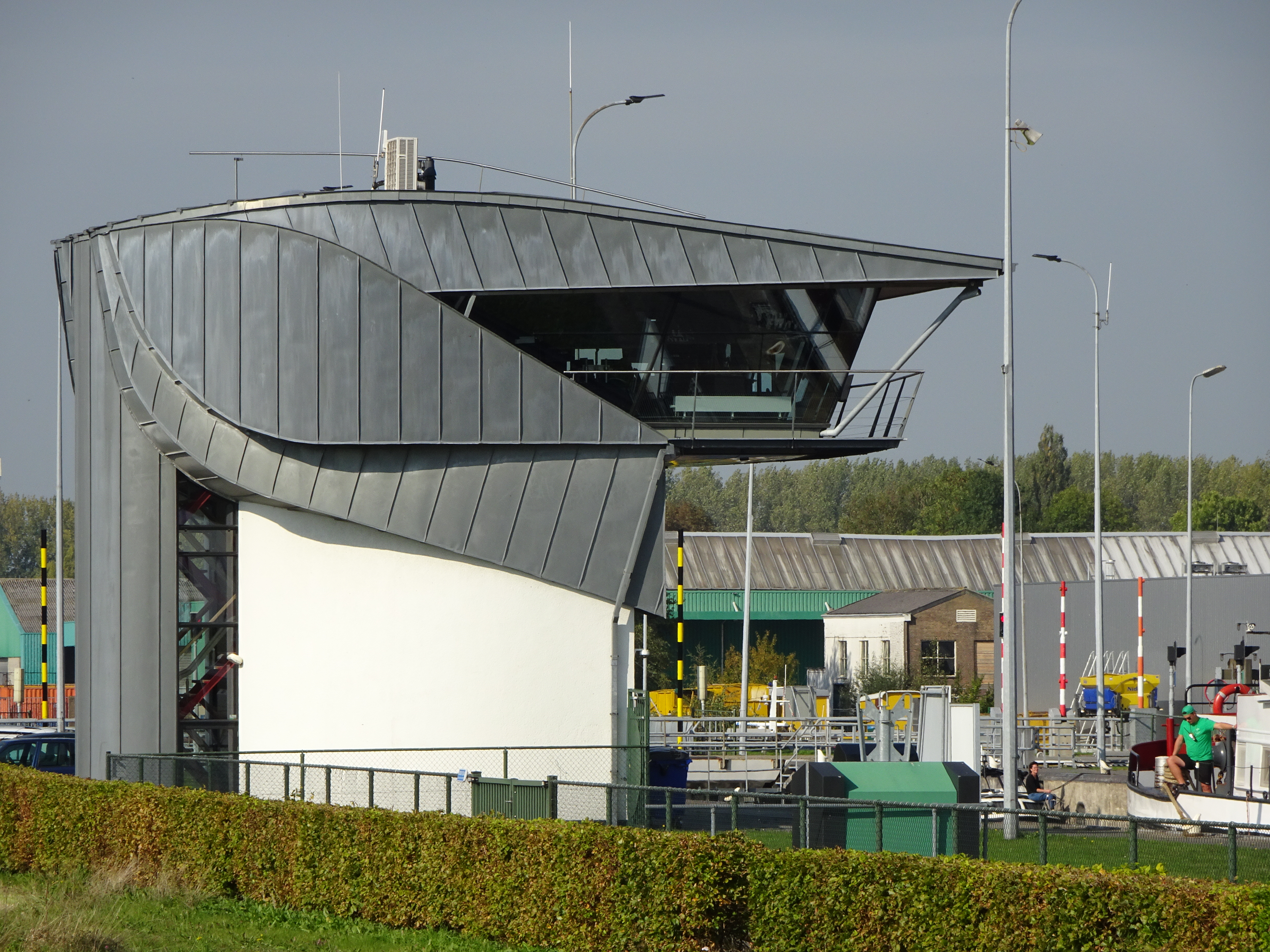
Der Kontrollturm

Die Oostersluis ist eine Schiffsschleuse in Groningen in den Niederlanden. Sie verbindet den Van Starkenborghkanaal mit dem Emskanal.
Die Schleuse hat eine Länge von 194,8 m und eine Breite von 16 m und ist damit für Schiffe der Klasse Va ausgelegt. Da die Zufahrt über den Emskanal und die Schleuse selbst mit Klappbrücken realisiert ist, kann sie auch von Schiffen mit großer Höhe genutzt werden.